# Sahanivotry Mandona
Sahanivotry Mandona è una città e comune del Madagascar situata nel distretto di Antsirabe II, regione di Vakinankaratra. 
La popolazione del comune rilevata nel censimento 2001 era pari a 10 269 unità.